# Ein neuer erfolgreicher Tag
Ein neuer erfolgreicher Tag, im Volksmund auch Krawattenmann genannt, ist der Titel einer Skulptur, die einen jungen Geschäftsmann in schwarzer Anzughose und weißem Oberhemd auf einem Betonsockel in Handstandpose mit Krawatte und Aktenkoffer zeigt. Das Kunstwerk steht in Wuppertal im Stadtteil Elberfeld am sogenannten Kasinokreisel, dem Bereich zwischen Herzogstraße, Friedrich-Ebert-Straße und Kasinostraße. Das Kunstwerk wurde von dem belgischen Konzeptkünstler Guillaume Bijl gefertigt und 2008 hier aufgestellt.

## Geschichte und Beschreibung

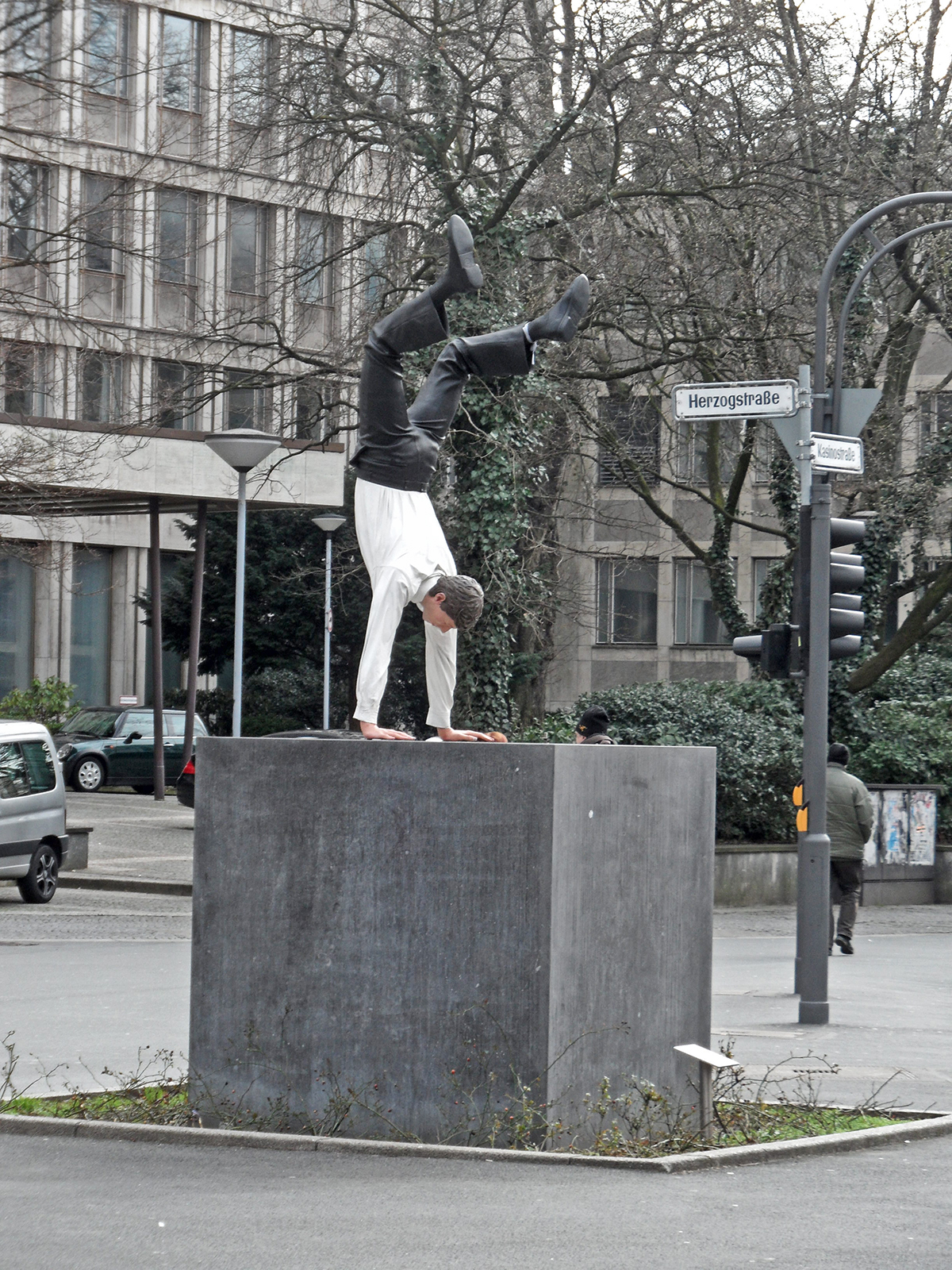
Ein neuer erfolgreicher Tag, 2008. Es fehlen die entwendete Krawatte und der Aktenkoffer.

Die „Stiftung Kunst, Kultur und Soziales“ der Sparda-Bank West schenkte der Stadt Wuppertal im Dezember 2007 im Rahmen ihres Wettbewerbs „Skulptur im öffentlichen Raum“ und des „Dritten Kunstpreises für NRW“ eine Skulptur des belgischen Künstlers Guillaume Bijl im Wert von 100.000 Euro. Als Aufstellungsort bot sich ein am Kasinokreisel nach verkehrsbaulichen Maßnahmen entstandener Freiraum an, den die Öffentlichkeit mit seinem dunklen, leeren Asphalt als „schwarzen Fleck“ wahrnahm.
Bijls Werk zeigt einen jungen Geschäftsmann im Handstand. Dem Bronzebild sieht man seine Beschaffenheit nicht an; die Figur erscheint durch ihre farbliche Gestaltung bekleidet. Das Exponat war von einem quadratischen Rosenbeet umsäumt, als es am  22. August 2008 eingeweiht wurde. Mit einer Höhe von zwei Metern steht das Kunstwerk auf einem 1,4 Meter hohen, wuchtigen Sockel und hat dabei ein Gewicht von 220 kg. 
Nach Bijl ist die Skulptur humoristisch zu betrachten und gewollt kitschig, ein Magazinfoto habe ihm als Idee gedient. In seinem Entwurf habe er sich aber auch von den umliegenden Bankgebäuden inspirieren lassen. Die Figur stelle „ganz eindeutig einen Banker [dar], der an diesem Tag eine Menge Geld gemacht hat.“ Die Werke des Künstlers behandeln oft Themen mit Bezug auf Freizeit und Konsumgesellschaft und verkörpern dabei ironische Kritik am modernen Leben.

## Rezeption

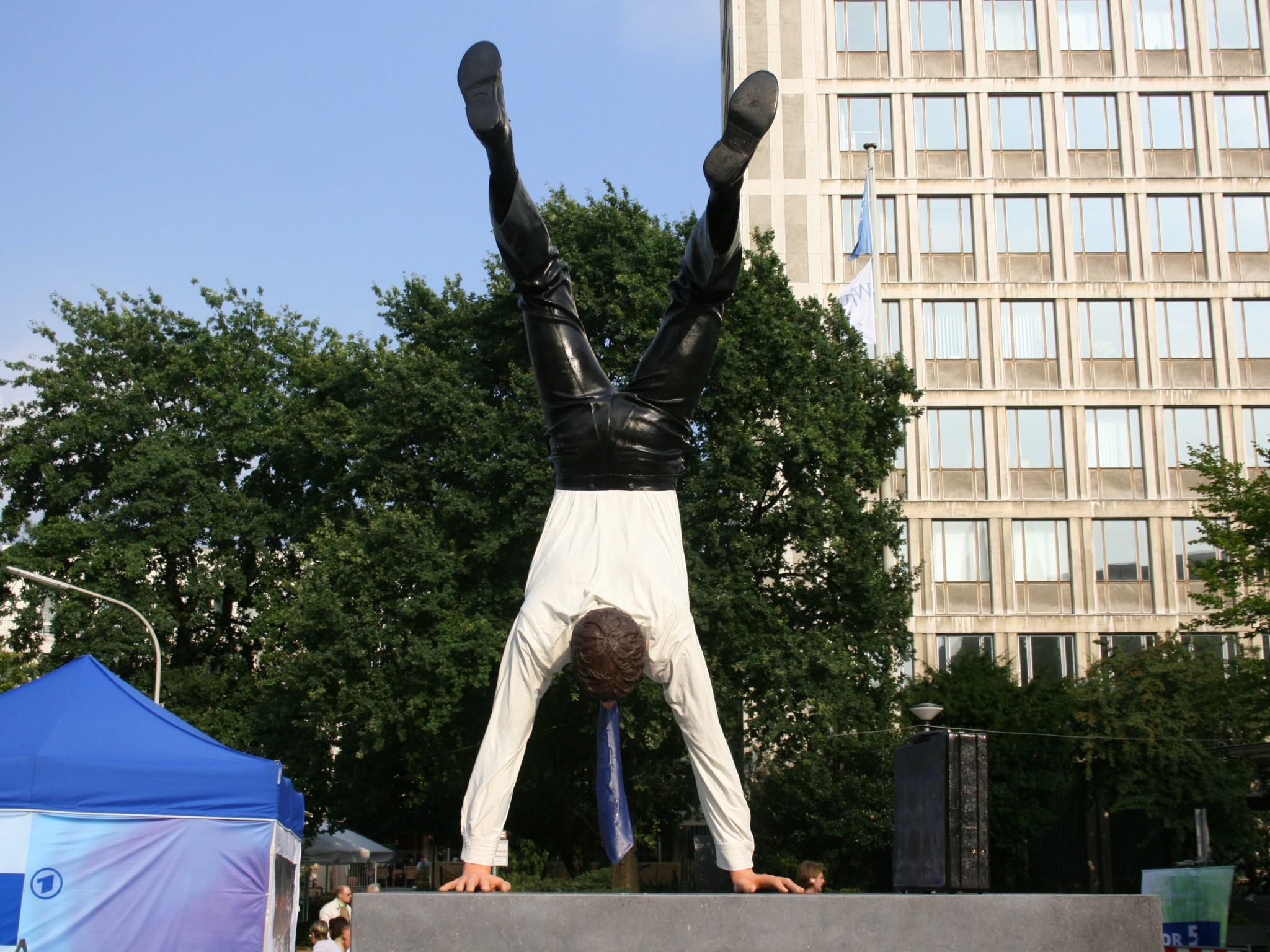
Mit Krawatte und Aktenkoffer

Die öffentlichen Reaktionen auf das Kunstwerk und auf den neu gestalteten Platz fielen gemischt aus. 
Der gezeigte Banker tritt in eine anspielungsreiche Beziehung zu seinem unmittelbaren räumlichen Umfeld von mehreren Geldinstituten, dem Finanzamt und international agierenden Unternehmen, wobei er an diesem Standort wie ein ironischer Kommentar auf die Finanzkrise ab 2007 wirkt. Guillaume Bijl hatte sein Werk mit Blick auf den so besetzten öffentlichen Raum geschaffen und sich dabei an den dort dominierenden geometrischen Formen der umliegenden Gebäude und des Else-Lasker-Schüler-Denkmals in der Herzogstraße orientiert.
Die Nutzung des Raumes um die Skulptur für weitere gestalterische Maßnahmen wurde kontrovers diskutiert. Die Bezirksvertretung Elberfeld rang 2010 hitzig um die Installation der Worte „Ich bin verliebt in meine Stadt“ der Wuppertaler Dichterin Else Lasker-Schüler in Form einer Spirale auf der anliegenden Kreuzung. Vertreter des Von der Heydt-Museums forderten eine „Bannmeile“ um das Kunstwerk, um die künstlerische Gesamtkomposition nicht zu stören. Die Kulturverwaltung der Stadt sprach Bijls Skulptur die „Gestaltungsautorität“ für ihre Umgebung zu.
Neben der Bemalung des Sockels mit beziehungsreichen und inhaltsleeren Inschriften entfernten Unbekannte Anfang September 2008 gewaltsam zum ersten Mal die dem Handstandmann vom Hals hängende, bronzene Krawatte. Auch die Nachfolgemodelle verschwanden. Passanten versahen die Figur zeitweise mit echten Krawatten, was der Figur den Spitznamen „Krawattenmann“ einbrachte.
Der von der Figur gestohlene 60 kg schwere Bronzekoffer wurde im Januar 2015 mit Kosten in Höhe von 5000 Euro ersetzt, jedoch verschwand er Mitte Oktober 2015 erneut. Die stiftende Bank setzte einen Finderlohn von 500 Euro für den Bronzekoffer aus. Im Sommer 2016 wurde das fehlende Stück durch einen Koffer aus Epoxidharz mit eingegossener Stahlkonstruktion ersetzt. Unbekannte beschmierten das Kunstwerk Mitte November 2016 mit roten Farbstreifen; der Schaden wurde später überstrichen.